# عودة جزيرة العرب مروجا وأنهارا
عودة جزيرة العرب  مروجاً وأنهار هي علامةٌ من علامات الساعة الصغرى التي أخبر بها نبي الإسلام محمد حيث أن صحراء الجزيرة العربية ستغطيها المروج ـ أي المراعي ـ والأنهار، في آخر الزمان قبل قيام الساعة، وقول النبي محمد: «حتى تعود» يدل على أنها كانت كذلك في وقت سابق، وأنها ستعود إلى حالتها الأولى، وأن طبيعتها الصحراوية الجافة هي حالة طارئة عليها.

## الحالة الراهنة لشبه الجزيرة العربية
وأرض العرب المقصودة في كلام النبي محمد هي شبه الجزيرة العربية، التي تقع ضمن حزام الصحراء الممتد بين خطي عرض 15ْ, ْ30 شمالي خط الاستواء وجنوبه.
والرطوبة النادرة والجفاف الشديد هما أبرز السمات المميزة للمناطق الصحراوية بصفة عامة، فقد تشهد بعض الجهات الداخلية وخاصة الربع الخالي في شبه الجزيرة العربية سنوات بطولها دون أن تتلقى قطرة مطر واحدة, وهذا بدوره يكون له أثر على الغطاء النباتي والزراعي، حيث ينتشر اللون الأصفر ـ لون الرمال القاسية الملتهبة ـ ولا يستثنى من ذلك إلا بعض المناطق الساحليه التي تسقط عليها بعض الأمطار، والواحات المتناثرة بالقرب من الآبار والعيون.

## الأدلة عند المسلمين
عن أبي هريرة أن الرسول ﷺ قال: «لا تقوم الساعة حتى تعود أرض العرب مروجا وأنهارا، وحتى يسير الراكب بين العراق ومكة لا يخاف إلا ضُلّال الطريق، وحتى يكثر الهرج، قالوا وما الهرج يا رسول الله؟ قال: القتل».
و عنه أن رسول ﷺ قال: «لا تقوم الساعة حتى يكثر المال ويفيض، حتى يخرج الرجل بزكاة ماله فلا يجد أحدا يقبلها منه، وحتى تعود أرض العرب مروجا وأنهارا».
و عن معاذ بن جبل قال: خرجنا مع رسول الله ﷺ عام غزوة تبوك، فكان يجمع الصلاة، فصلى الظهر والعصر جميعا، والمغرب والعشاء جميعا، حتى إذا كان يوما أخر الصلاة، ثم خرج فصلى الظهر والعصر جميعا، ثم دخل ثم خرج بعد ذلك فصلى المغرب والعشاء جميعا، ثم قال: «إنكم ستأتون غدا إن شاء الله عين تبوك، وإنكم لن تأتوها حتى يضحى النهار، فمن جاء منكم فلا يمس من مائها شيئا حتى آتي»، فجئناها وقد سبقنا رجلان، والعين مثل الشراك تبض بشيء من ماء، فسألهما رسول الله ﷺ: «هل مسستما منها شيئا»، قالا:نعم فلامهما النبي ﷺ، ثم غرفوا بأيديهم من العين قليلا قليلا حتى اجتمع في شيء، وغسل رسول الله فيه يده ووجهه، ثم أعاده فيها، فجرت العين بماء منهمر غزير حتى استقى الناس، ثم قال: «يوشك يا معاذ إن طالت بك الحياة، ان ترى ما هاهنا ملئ جناناً».

## معنى الحديث عند المسلمين
المعنى الظاهر للحديث عند المسلمين: أن صحراء شبه الجزيرة العربية ستغطيها المروج ـ أي المراعي ـ والأنهار، في آخر الزمان قبل قيام الساعة، وقوله: «حتى تعود» يدل على أنها كانت كذلك في وقت سابق، وأنها ستعود إلى حالتها الأولى، وأن طبيعتها الصحراوية الجافة هي حالة طارئة عليها..
فالحديث في الواقع يتضمن حقيقة ونبوءة وإعجازا خبريًّا وآخر علمياً عند المسلمين.
فالحقيقة : أن شبه الجزيرة العربية كانت في الماضي أرضا ذات مراع وأنهار، ثم طرأت عليها الحالة الصحراوية الراهنة.
والمعجزة الإخبارية: أن الأنهار والمسطحات الخضراء ستعود ثانية إلى شبه الجزيرة العربية في آخر الزمان قبل قيام الساعة.
وقد استغرق هذا الحديث أربعة عشر قرنا من الزمان لكي يفهم على هذا الوجه الصحيح، حدث ذلك بعد التقدم الهائل في علوم الجيولوجيا والتاريخ المناخي والفلك وغيرها، وبعد العديد من أعمال الحفر والتنقيب بصحراء شبه الجزيرة العربية، والتي يعتبرها المسلمون دليلا على صدق النبي محمد .

## أقوال العلماء
أشار بعض العلماء أن الزحف الجليدي يتقدم الآن باتجاه جزيرة العرب، والذي يحمل معه الثلوج والأمطار، التي تكون عادة سببا في إنبات الزرع وكثرة الخيرات، والله تعالى قادر على أن يحول جزيرة العرب إلى جنات وأنهار، وسهولا فيحاء، وظلالا ممدودة وهذه العلامة لم تظهر بعد.
أما قول النبي محمد في الحديث الثاني فهذا واقع اليوم من خلال المشاريع الزراعية الكبرى الواقعة في تبوك على مساحات شاسعة من الأراضي